# Letlands nationalvåben
Letlands nationalvåben blev lavet efter den uafhængige lettiske republiks publikation 18. november 1918.
- Wikimedia Commons har flere filer relateret til Letlands nationalvåben

| Artikelstump | Spire Denne artikel om et rigsvåben eller statsvåben er en spire som bør udbygges. Du er velkommen til at hjælpe Wikipedia ved at udvide den. |